# Нестерпна легкість буття
«Нестерпна легкість буття» (чеськ. Nesnesitelná lehkost bytí) — роман Мілана Кундери 1984 року про життя двох жінок, двох чоловіків, собаки та їхнє життя в період Празької весни 1968 року в історії Чехословаччини. Хоча роман був написаний у 1982 році, він був опублікований лише через два роки у французькому перекладі (під назвою «L'insoutenable légèreté de l'être»). Того ж року його переклав з чеської на англійську Майкл Генрі Гейм, а уривки з нього були опубліковані в журналі «The New Yorker». Оригінальний чеський текст був опублікований наступного року

## Сюжет
Події «Нестерпна легкість буття» відбуваються переважно у Празі наприкінці 1960-х — на початку 1970-х років. У ньому досліджується мистецьке та інтелектуальне життя чеського суспільства від Празької весни 1968 року до вторгнення Радянського Союзу та трьох інших країн Варшавського договору в Чехословаччину та його наслідки через долі двох окремих пар людей і тих, хто їх оточував.

## Персонажі
- Томаш — досвідчений хірург
- Тереза — молода дружина Томаша
- Каренін — собака Томаша і Терези
- Сабіна — художниця, подруга Томаша і його коханка
- Франц — коханець Сабіни

## Філософське підґрунтя
Кидаючи виклик концепції вічного повернення (ідеї, що всесвіт та його події вже відбулися і будуть повторюватися до нескінченності), тематичні роздуми оповідання пропонують альтернативу: кожна людина має лише одне життя, і все, що відбувається в житті, відбувається лише раз і більше ніколи не повториться — таким чином, «легкість» буття. Більше того, ця легкість також означає свободу; Томаш і Сабіна демонструють цю легкість, тоді як персонаж Терези «обтяжений». У перекладі Констанс Гарнетт «Війни і миру» Толстого вона дає нам фразу «дивна легкість буття» під час опису смерті князя Андрія. На противагу цьому, концепція вічної повторюваності накладає «тяжкість» на життя і рішення, які приймаються. Ніцше вважав, що ця важкість може бути як величезним тягарем, так і великим благом, залежно від точки зору людини.
«Нестерпна легкість» у назві також відсилає до легкості кохання та сексу, які є темами роману. Кундера зображує кохання як швидкоплинне, випадкове і, можливо, засноване на нескінченній низці збігів обставин, попри те, що воно має велике значення для людини.
Життєву драму завжди можна виразити метафорою ваги. Ми кажемо, що на людину звалився якийсь тягар. Людина цей тягар витримує або не витримує, падає під його вагою, бореться з ним, програє або перемагає. Але що, власне, сталося з Сабіною? Нічого. Вона покинула одного чоловіка, бо хотіла його покинути. Переслідував він її згодом? Мстив їй? Ні. Її драма не була ані драмою ваги, ані легкості. На Сабіну навалився зовсім не тягар, а нестерпна легкість буття.— Мілан Кундера, «Нестерпна легкість буття», сторінки 3 і 64
У романі концепція Ніцше пов'язана з інтерпретацією німецького прислів'я einmal ist keinmal «один раз — усе одно, що ніколи», а саме — з когнітивним викривленням «все або нічого», яке Томаш повинен подолати як герой у своїй подорожі. Спочатку він вважає, що «якщо людині суджено прожити одне-єдине життя — то це ніби вона не жила взагалі», і конкретно (стосовно зобов'язань перед Терезою): «неможливо перевірити, яке рішення краще, бо немає жодного порівняння». Роман вирішує це питання рішуче: таке зобов'язання насправді можливе і доцільне.

## Публікації

Перше видання (французькою)

«Нестерпна легкість буття» (1984) отримала свою українську інтерпретацію завдяки Видавництву Старого Лева у 2019 році з французької мови. Книга вперше вийшла чеською мовою лише у 1985 році в еміграційному видавництві 68 Publishers (Торонто, Онтаріо). Друге видання на чеській мові побачило світло у жовтні 2006 року у Брно, Чехія, після майже 18 років від Оксамитової революції, оскільки автор Мілан Кундера не схвалював його раніше. Перший англійський переклад, здійснений Майклом Генрі Геймом, вийшов у твердій обкладинці 1984 року у видавництвах Harper & Row у США та Faber and Faber у Великій Британії, а в м'якій обкладинці — у 1985 році.

## У мистецтві

### У кіно
У 1988 році вийшла американська екранізація роману з Денієлом Дей-Льюїсом, Леною Олін і Жульєт Бінош у головних ролях, знята режисером Філіпом Кауфманом. У примітці до чеського видання книги Кундера зазначає, що фільм має дуже мало спільного з духом роману та його героями. У тій же примітці Кундера продовжує, що після цього досвіду він більше не допускає жодних екранізацій свого твору.

### У музиці
- «Нестерпна легкість буття[ru]» — студійний альбом групи «Гражданская оборона» 1997 року.
- «Soviet Kitsch» («Радянський кіч») — студійний альбом Регіни Спектор 2004 року, назва якого є алюзією на 10 главу шостої частини роману[8].
- "Легка нестерпність буття" - натхненний книгою альбом інді-гурту renie cares.